# Coppa Italia di Serie B 2015-2016 (calcio a 5)
La Coppa Italia di Serie B 2015-2016 è stata la 18ª edizione della Coppa Italia di categoria. L'introduzione di un settimo girone nel campionato di Serie B ha comportato il cambiamento della formula e l'aumento delle squadre partecipanti alla prima fase della competizione, passate da 28 a 32.

## Formula
Il torneo si svolge in due fasi: i sedicesimi e gli ottavi di finale (1ª fase) si disputano in gara unica in casa della miglior classificata mentre quarti di finale, semifinali e finale (2ª fase) si giocano in una sede unica.

## Squadre qualificate
Al torneo sono iscritte d'ufficio complessivamente trentadue squadre: le ventotto società classificatesi dal primo al quarto posto nei sette gironi e le quattro società meglio classificatesi tra le squadre classificate al 5º posto nei sette gironi, al termine del girone di andata.

### Prime classificate[2]
| Girone A | Girone A       | Girone B | Girone B         | Girone C | Girone C    | Girone D | Girone D          | Girone E | Girone E           | Girone F | Girone F          | Girone G | Girone G            |
| 1ª       | Real Cornaredo | 1ª       | Atlante Grosseto | 1ª       | Castello    | 1ª       | Real Dem          | 1ª       | Capitolina Marconi | 1ª       | Barletta          | 1ª       | Meta                |
| 2ª       | Fratelli Bari  | 2ª       | Bulls Prato      | 2ª       | Faventia    | 2ª       | Angelana          | 2ª       | Ardenza Ciampino   | 2ª       | Virtus Noicattaro | 2ª       | Odissea 2000        |
| 3ª       | Bergamo        | 3ª       | Pistoia          | 3ª       | Diavoli     | 3ª       | Porto San Giorgio | 3ª       | Palombara          | 3ª       | Canosa            | 3ª       | Polisportiva Futura |
| 4ª       | L84            | 4ª       | Leonardo         | 4ª       | Bubi Merano | 4ª       | Aprutino          | 4ª       | Lido di Ostia      | 4ª       | Capurso           | 4ª       | Real Cefalù         |

### Quinte classificate
La determinazione delle quattro società meglio classificatesi tra le quinte, sarà effettuata tenendo conto nell'ordine:
- Del valore medio[3] dei punti conseguiti al termine del girone di andata;
- Del valore medio[3] della differenza fra reti segnate e subite al termine del girone di andata;
- Del miglior valore medio[3] di gol segnati al termine del girone di andata;
- Del minor valore medio[3] di reti subite al termine del girone di andata;
- Del maggior valore medio[3] del numero di vittorie realizzate al termine del girone di andata;
- Del minor valore medio[3] del numero di sconfitte subite al termine del girone di andata;
- Del maggior valore medio[3] del numero di vittorie esterne ottenute al termine del girone di andata;
- Del minor valore medio[3] del numero di sconfitte interne subite al termine del girone di andata;
- Del sorteggio.

| Girone | Squadra     | Pt | Pt*   | G  | V | N | P | GF | GF*   | GS | GS*   | DR  | DR*    |
| ------ | ----------- | -- | ----- | -- | - | - | - | -- | ----- | -- | ----- | --- | ------ |
| A      | Ossi        | 18 | 1.636 | 11 | 5 | 3 | 3 | 58 | 5.272 | 41 | 3.727 | +17 | +1.545 |
| B      | Elmas       | 18 | 1.636 | 11 | 5 | 3 | 3 | 56 | 5.091 | 50 | 4.545 | +6  | +0.545 |
| C      | Vicenza     | 18 | 1.636 | 11 | 5 | 3 | 3 | 42 | 3.818 | 32 | 2.909 | +10 | +0.909 |
| D      | Tenax       | 19 | 1.727 | 11 | 6 | 1 | 4 | 58 | 5.272 | 50 | 4.545 | +8  | +0.727 |
| E      | Feldi Eboli | 18 | 1.636 | 11 | 5 | 3 | 3 | 33 | 3.000 | 33 | 3.000 | 0   | 0      |
| F      | Manfredonia | 17 | 1.545 | 11 | 5 | 2 | 4 | 38 | 3.454 | 38 | 3.454 | 0   | 0      |
| G      | Real Rogit  | 15 | 1.666 | 9  | 5 | 0 | 4 | 33 | 3.666 | 31 | 3.444 | +2  | +0.222 |

## Sedicesimi di finale
Gli accoppiamenti sono disposti dalla Divisione Calcio a 5 ed effettuati, per quanto possibile, secondo il criterio di vicinorietà. La determinazione delle società meglio classificata, che disputerà l'incontro in casa, sarà effettuata tenendo conto dei medesimi criteri adottati per le quinte classificate. Tutti gli incontri si sono tenuti martedì 12 gennaio, eccetto il derby calabrese tra Odissea 2000 e Polisportiva Futura che è stato posticipato al giorno seguente.
| Squadra 1          | Risultato     | Squadra 2         |
| ------------------ | ------------- | ----------------- |
| Real Cornaredo     | 6-0           | L84               |
| Bergamo            | 6-0           | Bubi Merano       |
| Fratelli Bari      | 4-5 (dts)     | Vicenza           |
| Castello           | 2-1           | Diavoli           |
| Faventia           | 6-11          | Tenax             |
| Atlante Grosseto   | 3-4           | Lido di Ostia     |
| Bulls Prato        | 1-2           | Pistoia           |
| Leonardo           | 6-4           | Ossi              |
| Real Dem           | 3-1           | Canosa            |
| Angelana           | 4-3 (dts)     | Palombara         |
| Capitolina Marconi | 10-1          | Aprutino          |
| Ardenza Ciampino   | 6-3           | Porto San Giorgio |
| Barletta           | 9-5           | Capurso           |
| Virtus Noicattaro  | 3-3 (4-3 dcr) | Real Rogit        |
| Meta               | 6-4           | Real Cefalù       |
| Odissea 2000       | 7-1           | Futura            |

## Ottavi di finale
Gli accoppiamenti sono disposti dalla Divisione Calcio a 5 ed effettuate per quanto possibile secondo il criterio di vicinorietà; gli incontri si sono disputati tra il 26 gennaio e il 2 febbraio.
| Squadra 1          | Risultato     | Squadra 2         |
| ------------------ | ------------- | ----------------- |
| Real Cornaredo     | 0-6           | Bergamo           |
| Castello           | 2-2 (4-5 dcr) | Vicenza           |
| Real Dem           | 5-3           | Tenax             |
| Angelana           | 5-0           | Pistoia           |
| Capitolina Marconi | 2-4           | Lido di Ostia     |
| Ardenza Ciampino   | 5-0           | Leonardo          |
| Barletta           | 7-6 (dts)     | Virtus Noicattaro |
| Meta               | 2-5           | Odissea 2000      |

## Fase finale

### Regolamento
Il torneo prevede gare ad eliminazione diretta di sola andata denominate Quarti di Finale, Semifinali e Finale. Qualora, alla fine dei tempi regolamentari, le gare valevoli per i quarti di finale e/o le gare di semifinale, si concludano con un risultato di parità, la vincente verrà determinata dai tiri di rigore. Limitatamente alla gara di finale, in caso di parità al termine del tempo regolamentare, verranno disputati due tempi supplementari di 5 minuti ciascuno. Il sorteggio del tabellone della Final eight, in programma dal 18 al 20 marzo al PalaDisfida di Barletta, si è tenuto l'8 Marzo 2016 a Roma nella sede della Divisione Calcio a 5.

### Tabellone
|  | Quarti di finale | Quarti di finale | Quarti di finale |              |                  | Semifinali       | Semifinali | Semifinali |  |  | Finale | Finale | Finale |  |
|  |                  |                  |                  |              |                  |                  |            |            |  |  |        |        |        |  |
|  | Vicenza          | Vicenza          | 4                |              |                  |                  |            |            |  |  |        |        |        |  |
|  | Vicenza          | Vicenza          | 4                |              |                  |                  |            |            |  |  |        |        |        |  |
|  | Bergamo          | Bergamo          | 3                |              |                  |                  |            |            |  |  |        |        |        |  |
|  | Bergamo          | Bergamo          | 3                |              | Vicenza          | Vicenza          | 3          |            |  |  |        |        |        |  |
|  |                  |                  |                  |              | Vicenza          | Vicenza          | 3          |            |  |  |        |        |        |  |
|  |                  |                  | Odissea 2000     | Odissea 2000 | 5                |                  |            |            |  |  |        |        |        |  |
|  | Odissea 2000     | Odissea 2000     | Odissea 2000     | Odissea 2000 | 5                | 3                |            |            |  |  |        |        |        |  |
|  | Odissea 2000     | Odissea 2000     |                  |              |                  |                  |            |            |  |  |        |        |        |  |
|  | Angelana         | Angelana         | 2                |              |                  |                  |            |            |  |  |        |        |        |  |
|  | Angelana         | Angelana         | 2                |              | Odissea 2000     | Odissea 2000     | 4          |            |  |  |        |        |        |  |
|  |                  |                  |                  |              |                  |                  |            |            |  |  |        |        |        |  |
|  |                  |                  | Barletta         | Barletta     | 3                |                  |            |            |  |  |        |        |        |  |
|  | Ardenza Ciampino | Ardenza Ciampino | Barletta         | Barletta     | 3                | 5                |            |            |  |  |        |        |        |  |
|  | Ardenza Ciampino | Ardenza Ciampino |                  |              |                  |                  |            |            |  |  |        |        |        |  |
|  | Real Dem         | Real Dem         | 3                |              |                  |                  |            |            |  |  |        |        |        |  |
|  | Real Dem         | Real Dem         | 3                |              | Ardenza Ciampino | Ardenza Ciampino | 0          |            |  |  |        |        |        |  |
|  |                  |                  |                  |              | Ardenza Ciampino | Ardenza Ciampino | 0          |            |  |  |        |        |        |  |
|  |                  |                  | Barletta         | Barletta     | 5                |                  |            |            |  |  |        |        |        |  |
|  | Barletta         | Barletta         | Barletta         | Barletta     | 5                | 5                |            |            |  |  |        |        |        |  |
|  | Barletta         | Barletta         |                  |              |                  |                  |            |            |  |  |        |        |        |  |
|  | Lido di Ostia    | Lido di Ostia    | 1                |              |                  |                  |            |            |  |  |        |        |        |  |

### Risultati

#### Quarti di finale
| Arbitri: | Stefano Parrella (Cesena) Vincenzo Cammarano (Nichelino) |
| Crono:   | Lorenzo Agostinelli (Bari)                               |

|                                                           |           |                                                                |
| Moscoso 16'28'’, 35'34'’ Kokorović 26'45'’ Zuccon 27'58'’ | Marcatori | 19'11'’ Bertino 34'16'’ (rig.) Carabellese 36'58'’ (t.l.) Kela |

| Arbitri: | Gianluca Gentile (Roma 1) Fabrizio Masia (Olbia) |
| Crono:   | Luca Micheli (Frosinone)                         |

|                                          |           |                            |
| Sapinho 10'37'’ Segovia 31'24'’, 33'55'’ | Marcatori | 20'51'’, 33'13'’ Bebetinho |

| Arbitri: | Mirco Rossini (Firenze) Giuseppe Costantini (Lecce) |
| Crono:   | Giuseppe Del Rosso (Campobasso)                     |

|                                                                                               |           |                                                  |
| Terrón 18'52'’ Terlizzi 27'35'’ Marcelinho 32'08'’ (aut.) Vailati 33'17'’ De Vincenzo 35'57'’ | Marcatori | 30'02'’ Di Matteo 36'39'’ Correia 39'48'’ Júnior |

| Arbitri: | Paolo Di Luigi (Teramo) Stefano Marconi (Verona) |
| Crono:   | Pietro Lisanti (Matera)                          |

|                                                                |           |                |
| Muoio 3'24'’, 18'25'’, 30'38'’ Pichón 27'35'’ Iglesias 37'54'’ | Marcatori | 16'33'’ Grassi |

#### Semifinali
| Arbitri: | Tommaso Impedovo (Bari) Paolo Gandolfi (Parma) |
| Crono:   | Luigi Sala (Campobasso)                        |

|                                                  |           |                                                                    |
| Zuccon 8'49'’ Del Gaudio 35'08'’ Aalders 39'09'’ | Marcatori | 10'04'’ Segovia 11'12'’, 18'28'’ Scervino 15'40'’, 24'31'’ Pizetta |

| Arbitri: | Francesco Miranda (Castellammare di Stabia) Marco Gallinella (Foligno) |
| Crono:   | Pasquale Crocifoglio (Napoli)                                          |

|  |           |                                                                |
|  | Marcatori | 19'24'’, 37'50'’, 38'46'’ Garrote 30'28'’ Pichón 35'27'’ Muoio |

#### Finale
| Arbitri: | Alberto Volpato (Castelfranco Veneto) Dario Di Nicola (Pescara) |
| Crono:   | Gaspare Asaro (Roma 2)                                          |

| |            | |
| Pizetta 9'02'’ Dudú 22'28'’ Segovia 29'32'’, 29'41'’ | Marcatori  | 14'17'’ Iglesias 18'16'’ (rig.) Garrote 38'31'’ Capacchione |
| · Pierfrancesco Gervasi · Sergio Segovia · Dudú · Eriel Pizetta · Francesco Scervino · Sapinho · Carmine Russo · Pasquale Labonia · Natalino Milito · Agostino Casacchia · Davide Morrone · Manuel Sicilia | Formazioni | Gabriel La Rocca Cristian Iglesias Pichón José Antonio Garrote Donato Acocella Luciano Capacchione Domenico Binetti Gabriel Focosi Ignazio Lamacchia Gianvito Cervello Marco Calabrese Cosimo Stella |
| Sapinho | Allenatori | Antonio Dazzaro |

## Classifica marcatori
| Gol |  |  | Giocatore            | Squadra      |
| --- |  |  | -------------------- | ------------ |
| 5   |  |  | Sergio Segovia       | Odissea 2000 |
| 4   |  |  | Walter Muoio         | Barletta     |
| 4   |  |  | José Antonio Garrote | Barletta     |
| 3   |  |  | Eriel Pizetta        | Odissea 2000 |
| 2   |  |  | Bebetinho            | Angelana     |
| 2   |  |  | Cristian Iglesias    | Barletta     |
| 2   |  |  | Granci Moscoso       | Vicenza      |
| 2   |  |  | Pichón               | Barletta     |
| 2   |  |  | Francesco Scervino   | Odissea 2000 |
| 2   |  |  | Gianluca Zuccon      | Vicenza      |
| 1   |  |  | Marinio Aalders      | Vicenza      |
| 1   |  |  | Pietro Bertino       | Bergamo      |
| 1   |  |  | Luciano Capacchione  | Barletta     |
| 1   |  |  | Roberto Carabellese  | Bergamo      |

| Gol |  |  | Giocatore            | Squadra          |
| --- |  |  | -------------------- | ---------------- |
| 1   |  |  | Douglas Correia      | Real Dem         |
| 1   |  |  | Vincenzo De Vincenzo | Ardenza Ciampino |
| 1   |  |  | Pasquale Del Gaudio  | Vicenza          |
| 1   |  |  | Yuri Di Matteo       | Real Dem         |
| 1   |  |  | Dudú                 | Odissea 2000     |
| 1   |  |  | Maurizio Grassi      | Lido di Ostia    |
| 1   |  |  | Ivan Alves Júnior    | Real Dem         |
| 1   |  |  | Leons Kela           | Bergamo          |
| 1   |  |  | Ognjen Kokorovic     | Vicenza          |
| 1   |  |  | Sapinho              | Odissea 2000     |
| 1   |  |  | Stefano Terlizzi     | Ardenza Ciampino |
| 1   |  |  | Toni Terrón          | Ardenza Ciampino |
| 1   |  |  | Sean Vailati         | Ardenza Ciampino |